# Werkweek (arbeid)
Met de werkweek worden de dagen van de week bedoeld waarop gewerkt wordt, oftewel alle werkdagen in een week. Ook het aantal uren in een week waarop er gewerkt wordt kan hiermee bedoeld zijn.
De Europese Unie heeft voor werknemers een werkweek van maximaal 48 uur vastgesteld. Zelfstandigen en mensen die veel (al dan niet betaald) overuren maken, hebben soms een werkweek van meer dan 60 uur.

## Voorbeelden

### België
In België telt de standaard voltijdse werkweek 38 uren. Dit werd vastgelegd in de arbeidswet van 16 maart 1971. Bedrijven kunnen er wel voor kiezen om werknemers 39 of 40 uur per week te laten werken en dit te compenseren met respectievelijk 6 of 12 inhaalrustdagen per jaar. Per sector kunnen er echter afspraken gemaakt worden om deze standaardduur te verkorten. In de banksector bedraagt de standaard werkweek 35 uur, in de metaalverwerking is dit 37,75 uur.

### Frankrijk
De regering-Jospin (1997-2002) voerde in Frankrijk de 35-urige werkweek in. In 2008 maakte president Sarkozy het mogelijk om bedrijven hun werknemers langer dan het maximum van 35 uur te laten werken. De standaard werkweek bleef echter 35 uur.

### Zweden
In Zweden werd in 2014 een experiment uitgevoerd met een 30-uren werkweek in plaats van de standaard 40-uren werkweek, nadat Toyota ook al langer met een 30-urenweek werkte. Er werd aangekondigd dat Zweden overwoog om in zijn geheel de 30-uren week tot standaard te maken. Begin 2017 werd één experiment afgevoerd vanwege de hoge kosten voor het bedrijf.

### Nederland
Een volledige baan is in Nederland, afhankelijk van de bedrijfstak, tussen de 32 en 40 uur (meestal 36-38 uur). In de praktijk blijkt dat men in Nederland in 2012 gemiddeld slechts 29 uur per week werkte. In België was dit 35 uur per week. Volgens de OESO werkte in 2012 geen enkel ander geïndustrialiseerd land minder dan Nederland.

### Griekenland
In Griekenland werd in 2024 een nieuwe wet aangenomen die een zesdaagse werkweek mogelijk maakte. De wet werd ingevoerd naar aanleiding van een jarenlang tekort aan arbeidskrachten.

## Geschiedenis
Met de invoering van de kalender in de christelijke wereld werd bepaald dat de zondag de rustdag was. Aldus kwam er een zesdaagse werkweek, die gedurende vele eeuwen en tot na de industrialisatie werd gehandhaafd. Alleen noodzakelijk werk mocht op zondag worden verricht, zoals het melken van de koeien en het verplegen van de zieken.
Sinds in de tweede helft van de 20e eeuw de vijfdaagse christelijke werkweek en in samenhang hiermee de vrije zaterdag werden ingevoerd, wordt er door de meeste mensen niet meer op zaterdagen gewerkt en bestaat een "gewone" werkweek traditioneel uit maandag tot en met vrijdag. Onder meer bij volcontinudiensten kan de werkweek echter ook de zaterdag en/of de zondag bevatten.

### Nederland
In Nederland werd eeuwenlang de zesdaagse werkweek gehanteerd. Met de industrialisatie in de 19e eeuw kwam ook de roep om een kortere werkweek op gang. Fabrieksarbeiders moesten vaak 75 uur per week werken en ook deels op zondag. Ook kinderarbeid kwam veel voor. In 1874 werd een eerste stap bereikt in de richting van een kortere werkweek met de invoering van het Kinderwetje van Van Houten, waarmee kinderarbeid voor kinderen tot 12 jaar werd verboden. In 1889 werden met een nieuwe wet de werktijden van vrouwen en kinderen van 12 tot 15 jaar geregeld. Zij mochten voortaan maximaal 11 uur per dag werken en nachtdiensten en zondagsdiensten werden voor hen verboden. Deze wet vormde de opmaat voor een nieuwe strijd van de arbeiders voor kortere werkweken. In 1911 werd het maximaal aantal uur beperkt tot 10 uur per dag en in 1919 regelde de Arbeidswet dat een gemiddelde werkdag voortaan 8 uur moest bedragen en een werkweek 45 uur. Onder druk van verschillende organisaties die stellen dat door deze kortere werkweek de internationale concurrentiepositie in gevaar zou komen, werd in 1922 met een nieuwe wet de werkweek verhoogd tot 48 uur en de gemiddelde werkdag naar 8,5 uur. In de crisisjaren 1930 werden met behulp van nieuwe wetten de rechten van werknemers die niet onder de wet vielen geregeld. Voorbeelden hiervan zijn de Winkelsluitingswet in 1930 en het Rijtijdenbesluit in 1939. In de Tweede Wereldoorlog werd om de productie te verhogen de werkweek verlengd tot 55 uur en 10 uur per dag. In 1945 werd met het Buitengewoon Besluit Arbeidsverhoudingen de wet van 1922 weer ingevoerd met een werkweek van 48 uur om zo de wederopbouw te bevorderen. Werknemers waren het hier echter niet altijd mee eens. De Rotterdamse havenwerkers riepen reeds in november 1945 tijdens een staking om een 40-urige werkweek, maar tot veel effect leidde dit niet.
Vanaf 1955 begon het Nederlands Verbond van Vakverenigingen zich sterk te maken voor arbeidsduurverkorting. Verschillende sectoren gingen in die tijd over op meerdere ploegendiensten per dag: Bijvoorbeeld van 2 naar 3 ploegen of in het geval van volcontinudiensten van 3 naar 4 ploegen. Op deze wijze kon efficiënter worden geproduceerd en daarmee kon worden ingespeeld op een grotere vraag. Ook kon hierdoor de veiligheid op de werkvloer worden verbeterd en beter worden ingespeeld op de technische vooruitgang. Dit leidde ertoe dat de gemiddelde werkweken in de praktijk korter werden. Vanaf het einde van de jaren 1950 werd meer aandacht besteed aan humanisering en democratisering, hetgeen tot uiting kwam in nieuwe wetten die erop gericht waren de werkweek te verkorten. Dit werd mede mogelijk gemaakt door het feit dat de economie in de lift zat. Per bedrijfstak werd de werkweek teruggebracht van 48 naar 45 uur. In 1961 werd met een nieuwe wet de geleidelijke invoering van de 40-urige werkweek geregeld.
In de tweede helft van de jaren 1970 werd in verband met een nieuwe economische crisis door de vakbeweging gestreefd naar de invoering van een 35-urige werkweek om zo meer mensen aan het werk te kunnen helpen. Uiteindelijk werd in plaats hiervan de Vervroegde uittreding en prepensioen (VUT) ingesteld om werknemers de mogelijkheid te bieden eerder met pensioen te gaan. Andere regelingen die ontstonden waren de invoering van glijdende werktijden (flexibele werktijden) en de mogelijkheid van deeltijdwerk. In latere jaren werden de werkweken in collectieve arbeidsovereenkomsten vaak verder verkort tot 36-urige werkweken of zelfs 32-urige werkweken, waarbij de meer gewerkte uren soms worden uitgekeerd als vrij op te nemen arbeidsduurverkortingsdagen. In de meeste sectoren varieert de werkweek tegenwoordig van 36 tot 40 uur.
Begin 21e eeuw werd door bedrijven in verschillende landen rond Nederland de werkweek soms verlengd om concurrerender te kunnen werken. Het alternatief was vaak dat het bedrijf zou worden verplaatst naar een van de lagelonenlanden, waardoor werknemers vaak geen keuze hadden dan zonder loonsverhoging langer door te werken. Ook in Nederland groeit vanaf ongeveer 2010 in het kader van onder andere de vergrijzing, waardoor de beroepsbevolking op termijn zal afnemen, de roep om de werkweek te verlengen. Gestreefd wordt daarbij naar een (gemiddeld) 40-urige werkweek. Over deze ontwikkeling wordt verschillend gedacht: De liberale partijen VVD en D66 denken dat een langere werkweek kan zorgen voor meer economische groei, maar deskundigen geven aan dat het maar de vraag is of de productiviteit per werknemer door meer uren te werken zal toenemen. Werknemers dwingen om langer te werken kan ook leiden tot ongewenste ontwikkelingen zoals meer ziekteverzuim of een verminderde arbeidsparticipatie.

## Verwijzingen
- Library of Congress Control Number: sh94006575
- Nationale Bibliotheek van Israël: 987007551523705171